# Liste der Wappen im Landkreis Amberg-Sulzbach
Die Liste der Wappen im Landkreis Amberg-Sulzbach zeigt die Wappen der Gemeinden im bayerischen Landkreis Amberg-Sulzbach.

## Landkreis Amberg-Sulzbach

Landkreis Amberg-Sulzbach „Durch eine eingeschweifte, gesenkte goldene Spitze, darin schräg gekreuzt ein schwarzer Schlägel und ein schwarzer Hammer, gespalten von Schwarz und Rot; vorne ein linksgewendeter, rot gekrönter und rot bewehrter goldener Löwe, hinten drei, zwei zu eins gestellte, silberne Lilien.“[1]
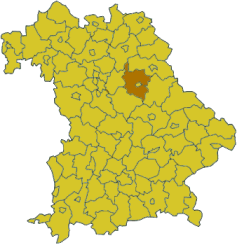
Lage des Landkreises Amberg-Sulzbach in Bayern
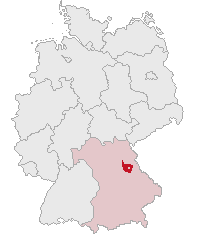
Lage des Landkreises Amberg-Sulzbach in Deutschland
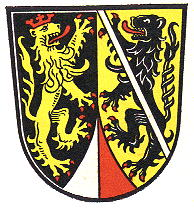
Landkreis Amberg (–1972) Über von Silber und Rot gespaltener, gekürzter und eingeschweifter Spitze gespalten von Schwarz und Gold; vorne ein linksgewendeter, rot gekrönter und rot bewehrter goldener Löwe, hinten ein mit einer silbernen Schrägleiste überdeckter, rot bewehrter schwarzer Löwe.
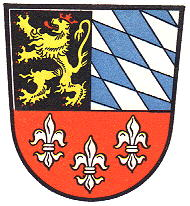
Landkreis Sulzbach-Rosenberg (–1972) Geteilt und oben gespalten; vorne in Schwarz ein rot gekrönter und rot bewehrter goldener Löwe, hinten schräg gerautet von Silber und Blau; unten in Rot drei, zwei zu eins gestellte silberne heraldische Lilien.

## Wappen der Städte, Märkte und Gemeinden

Gemeinde Ammerthal Geteilt; oben in Rot auf silbernem Boden ein angreifender silberner Schwan, unten dreimal gespalten von Rot und Silber.
Stadt Auerbach i.d.OPf. In Silber auf grünem Dreiberg schreitend ein golden bewehrter schwarzer Auerochse, der an einem roten Riemen einen gevierten Schild um den Hals trägt; darin in 1 und 4 in Schwarz ein rot gekrönter und rot bewehrter goldener Löwe, in 2 und 3 die bayerischen Rauten.
Gemeinde Birgland In Rot über grünem Fünfberg eine silberne Quadermauer mit zwei Zinnen, darüber zwei silberne heraldische Lilien.
Gemeinde Ebermannsdorf Geteilt; oben gespalten von Silber und Blau, vorne ein wachsender, rot und silbern gekleideter hl. Nikolaus, der in der Rechten einen goldenen Bischofsstab und in der Linken ein schwarzes Buch mit drei goldenen Kugeln hält, hinten drei senkrechte, schwebende silberne Rauten, unten in Gold ein silbern bewehrter schwarzer Eber.
Gemeinde Edelsfeld In Schwarz eine wachsende silberne Kirche mit Turm und Apsis; vorne eine goldene Gerstenähre und hinten ein goldener Palmzweig.
Gemeinde Ensdorf In Silber ein roter Zickzackbalken zwischen drei (2:1) blauen Lilien.
Gemeinde Etzelwang Über rotem Schildfuß, darin ein wachsendes goldenes Mühlrad, in Silber eine rote heraldische Lilie, beseitet von je einem gestümmelten schwarzen Ast, aus dessen Spitze und Seite goldene Flammen schlagen.
Markt Freihung Geteilt; oben in Schwarz schräg gekreuzt ein silberner Bergmannshammer und eine silberne Hacke mit goldenen Stielen, unten die bayerischen Rauten.
Gemeinde Freudenberg Geteilt; oben schräg geviert von Rot und Silber; unten in Gold ein unterhalbes rotes Mühlrad.
Gemeinde Gebenbach Unter goldenem Schildhaupt, darin ein blauer Wellenbalken, in Rot ein durchgehendes silbernes Tatzenkreuz, das von einer silbernen Schrägleiste überdeckt ist.
Markt Hahnbach In Gold ein blauer Wellenbalken im Schildfuß, darauf stehend ein roter Hahn, überdeckt mit einem schmalen, in zwei Reihen von Silber und Blau gerauteten Balken.
Stadt Hirschau In Rot ein springender, golden bewehrter, silberner Hirsch, dem vorne ein Schildchen mit den bayerischen Rauten aufgelegt ist.
Gemeinde Hirschbach Gespalten. Vorne geteilt durch eine goldene Leiste, oben in Blau ein goldenes Mondgesicht (Halbmond), unten ein rotbekrönter und rotbezungter goldener Löwenkopf; hinten gespalten von Silber und Blau.
Markt Hohenburg Unter rotem Schildhaupt mit silbernem Schrägbalken zweimal geteilt von Rot, Silber und Schwarz, darauf drei goldene Ähren, die mittlere aus dem unteren Schildrand, die recht und linke aus dem Schildfuß wachsend; der Schildfuß gespalten und vorne unter goldenem Balkengiebel gespalten von Silber und Blau, hinten unter rotem Balkengiebel gerautet von Silber und Blau.
Gemeinde Illschwang Über blauem Schildfuß, darin eine silberne heraldische Lilie, in Gold ein roter Drache.
Markt Kastl In Blau sechs, drei zu zwei zu eins gestellte silberne heraldische Lilien.
Markt Königstein Geteilt von Silber und Blau, oben eine rote heraldische Rose mit silbernem Butzen, unten schräg gekreuzt zwei silberne Reuthauen.
Gemeinde Kümmersbruck In Silber ein springender roter Hirsch, darunter vorne eine rote heraldische Rose.
Gemeinde Neukirchen b.Sulzbach-Rosenberg Geteilt von Silber und Rot; oben ein wachsender roter Adler; unten ein wachsender silberner Stab mit linkem Widerhaken, beseitet von je einer silbernen heraldischen Lilie.
Gemeinde Poppenricht Über von Blau und Silber gespaltenem Schildfuß, belegt mit einem schräg gekreuzten schwarzen Hammer und einem schwarzen Schlegel, gespalten von Silber und Blau, vorne der heilige Michael mit roter Rüstung und rotem Flammenschwert in der Rechten, hinten eine durchgehende goldene Ähre.
Markt Rieden In Silber ein linksgewendeter, rot gezungter schwarzer Rüde mit goldenem Halsband.
Markt Schmidmühlen Gespalten von Silber und Rot; vorne ein aufrechter schwarzer Schmiedehammer, hinten ein halbes Mühlrad am Spalt.
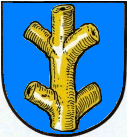
Stadt Schnaittenbach In Blau ein aufrechter und gestümmelter goldener Baumstamm.
Stadt Sulzbach-Rosenberg In Rot sechs, drei zu zwei zu eins gestellte silberne heraldische Lilien.
Gemeinde Ursensollen Geteilt;oben in Rot ein gespaltener, dreimal von Schwarz und Silber in verwechselten Farben geteilter Schrägbalken, unten gespalten von Silber und Blau.
Stadt Vilseck In Gold aus blauen Wellen wachsender, mit einer silbernen Schrägleiste überdeckter, rot gekrönter, rot bewehrter schwarzer Löwe.
Gemeinde Weigendorf Geteilt von Silber und Blau, oben ein rotes Andreaskreuz belegt mit einer roten heraldischen Rose mit silbernem Butzen und beseitet von je einer roten heraldischen Rose mit silbernem Butzen, unten ein wachsendes silbernes Mühlrad.

## Ehemalige Gemeinden mit eigenem Wappen

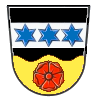
Gemeinde Gärmersdorf
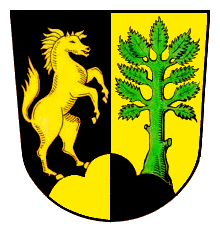
Gemeinde Kemnath a.Buchberg
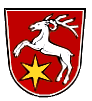
Gemeinde Köfering
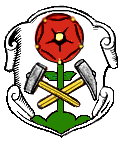
Gemeinde Rosenberg
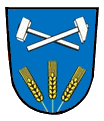
Gemeinde Traßlberg